# Tatyana Goyshchik
Tatyana Gennadievna Goistchik (en russe Татьяна Геннадиевна Гойщик), née le 6 juillet 1952, est une ancienne athlète russe qui concourait pour l'URSS surtout sur 400 m.
Son plus grand succès est sa médaille d'or avec le relais 4 × 400 m soviétique aux Jeux olympiques de 1980 à Moscou avec ses compatriotes Tatyana Prorochenko, Nina Zyuskova et Irina Nazarova.

## Palmarès

### Jeux olympiques
- 1980 à Moscou ( Union soviétique)
  -  Médaille d'or en relais 4 × 400 m

### Championnats d'Europe d'athlétisme en salle
- 1980 à Sindelfingen ( Allemagne de l'Ouest)
  -  Médaille de bronze sur 400 m